# Guyana-Delfin

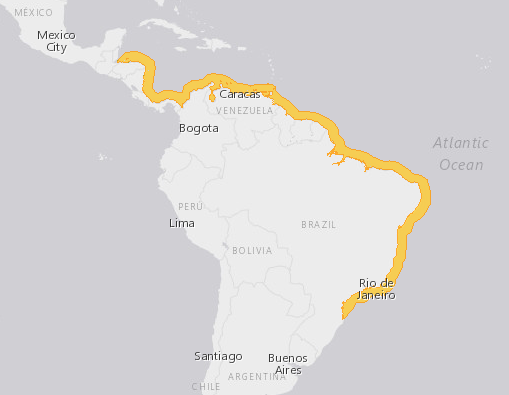
Das Verbreitungsgebiet nach Angaben der IUCN

Der Guyana-Delfin oder Küsten-Sotalia (Sotalia guianensis, Syn.: Sotalia brasiliensis (Van Beneden, 1875)) lebt an den Karibik- und Atlantikküsten Mittel- und Südamerikas zwischen Nicaragua, eventuell auch Honduras im Norden (13 °N) und dem brasilianischen Florianópolis und dem Abrolhos-Archipel im Süden (27 °S) sowie im Maracaibo-See. Delfine aus der Gattung Sotalia, die im unteren Orinoko etwa bis Ciudad Bolívar 300 km stromaufwärts, gesichtet wurden, könnten auch dieser Art angehören, was aber noch nicht gesichert ist.

## Merkmale
Der Guyana-Delfin erreicht eine durchschnittliche Körperlänge von 1,70 Meter, das größte wissenschaftlich untersuchte Männchen war 1,87 Meter, das größte Weibchen 2,06 Meter lang. Die im Maracaibo-See lebende Population bleibt kleiner. Die Stirn ist durch die Melone deutlich gerundet, der Schnabel gut abgesetzt. Flipper und Fluke sind auf der Unterseite grau. Die Flipper sind maximal 29 cm lang, die Fluke 42 cm breit. Je Oberkieferhälfte zählt man 30 bis 36 Zähne. Die Farbe des Guyana-Delfins ist grau auf der Rückenseite und ein rosa angelaufenes hellgrau auf der Bauchseite. Einige Exemplare zeigen einen hellgrauen Streifen, der sich von Schwanzflossenbasis ausgehend etwa 10 bis 15 cm nach vorne und unten erstreckt.
Von seinem nächsten Verwandten, dem im Amazonasbecken vorkommenden Amazonas-Sotalia (Sotalia fluviatilis) unterscheidet sich der Guyana-Delfin genetisch durch seine größere Maximallänge und vier metrische Merkmale bezüglich der Schädelanatomie. Ob beide Arten zueinander Kontakt haben, ist bisher unbekannt. Einziger möglicher Ort für ein Vorkommen beider Arten wäre die Amazonasmündung.

## Gefährdung
Die Gefährdung des Guyana-Delfins kann von der IUCN derzeit wegen Datenmangels nicht angegeben werden (Kategorie: data deficient). Bekannt ist, dass die Art in erheblichem Ausmaß als sogenannter Beifang in Fischernetzen unabsichtlich mitgefangen wird. Auch direkter Fang, zum Beispiel zur Nahrung, als Köder oder für die Produktion von Amuletten, scheint vorzukommen. Außerdem sind die von der Art bevorzugt besiedelten Meeresbuchten und Schelfbereiche massiv mit persistenten Schadstoffen belastet.

## Schutz
Die Art ist nach dem Übereinkommen zur Erhaltung wandernder wild lebender Tierarten (Bonner Konvention, Appendix II) geschützt. Beide Sotalia-Arten sind nach dem Washingtoner Artenschutzübereinkommen (CITES), Appendix I, geschützt. Damit ist der Handel mit Individuen der Art und Produkten daraus verboten. Dieses Verbot gilt auch in allen Mitgliedsstaaten der EU.